# Olympische Geschichte von Mauritius
| Gelbes Symbol für Goldmedaillen mit stilisierten Olympischen Ringen | Graues Symbol für Silbermedaillen mit stilisierten Olympischen Ringen | Braundes Symbol für Bronzemedaillen mit stilisierten Olympischen Ringen |
| ------------------------------------------------------------------- | --------------------------------------------------------------------- | ----------------------------------------------------------------------- |
| —                                                                   | —                                                                     | 1                                                                       |

Mauritius, dessen NOK, das Mauritius Olympic Committee, 1971 gegründet wurde, nimmt seit 1984 an Olympischen Sommerspielen teil. Zu Winterspielen wurde bislang kein Athlet geschickt.

## Übersicht
Vier Leichtathleten bildeten die Olympiamannschaft von Mauritius bei der ersten Teilnahme an Olympischen Spielen 1984 in Los Angeles. Der erste Olympionike seines Landes war der Sprinter Daniel André am 3. August 1984 im 100-Meter-Lauf. Eine Woche später, am 10. August 1984, ging mit der Diskuswerferin Christine Béchard die erste Frau des Inselstaates an den Start.
Bei den folgenden Olympischen Spielen nahmen Athleten aus Mauritius in verschiedenen Sportarten teil. So nahmen 1988 in Seoul Tischtennisspieler, Ringer, Boxer und Gewichtheber teil. 1992 in Barcelona folgten Badmintonspieler, Segler und Schwimmer, 1996 in Atlanta Judoka. In Sydney 2000 nahmen erstmals Bogenschützen teil, 2008 in Peking Radsportler. Als letztes kamen 2012 in London Beach-Volleyballspieler und Triathleten hinzu.
Erfolgreiche Teilnehmer waren der Sprinter Stéphan Buckland, der in Athen 2004 das Finale im 200-Meter-Lauf erreichte und Sechster wurde. Der Boxer Bruno Julie gewann 22. August 2008 in Peking die Bronzemedaille im Bantamgewicht und war damit der erste und bislang einzige Medaillengewinner für Mauritius.

## Übersicht der Teilnehmer

### Sommerspiele
| Jahr      | Athleten           | Athleten           | Athleten           | Sportarten         | Sportarten         | Sportarten         | Sportarten         | Sportarten         | Sportarten         | Sportarten         | Sportarten         | Sportarten         | Sportarten         | Sportarten         | Sportarten         | Sportarten         | Medaillen          | Medaillen          | Medaillen          | Medaillen          | Rang               |
| Jahr      | Gesamt             |                    |                    |                    |                    |                    |                    |                    |                    |                    |                    |                    |                    |                    |                    |                    |                    |                    |                    | Medaillen – Gesamt | Rang               |
| --------- | ------------------ | ------------------ | ------------------ | ------------------ | ------------------ | ------------------ | ------------------ | ------------------ | ------------------ | ------------------ | ------------------ | ------------------ | ------------------ | ------------------ | ------------------ | ------------------ | ------------------ | ------------------ | ------------------ | ------------------ | ------------------ |
| 1896–1980 | nicht teilgenommen | nicht teilgenommen | nicht teilgenommen | nicht teilgenommen | nicht teilgenommen | nicht teilgenommen | nicht teilgenommen | nicht teilgenommen | nicht teilgenommen | nicht teilgenommen | nicht teilgenommen | nicht teilgenommen | nicht teilgenommen | nicht teilgenommen | nicht teilgenommen | nicht teilgenommen | nicht teilgenommen | nicht teilgenommen | nicht teilgenommen | nicht teilgenommen | nicht teilgenommen |
| 1984      | 4                  | 3                  | 1                  |                    |                    |                    |                    |                    | 4                  |                    |                    |                    |                    |                    |                    |                    |                    |                    |                    |                    |                    |
| 1988      | 8                  | 6                  | 2                  |                    |                    |                    | 1                  | 1                  | 3                  |                    | 1                  |                    |                    |                    | 2                  |                    |                    |                    |                    |                    |                    |
| 1992      | 13                 | 6                  | 7                  | 3                  |                    |                    |                    |                    | 3                  |                    |                    | 6                  | 1                  |                    |                    |                    |                    |                    |                    |                    |                    |
| 1996      | 26                 | 21                 | 5                  | 4                  |                    |                    | 3                  | 2                  | 12                 |                    |                    | 2                  |                    | 3                  |                    |                    |                    |                    |                    |                    |                    |
| 2000      | 20                 | 16                 | 4                  | 5                  |                    | 1                  | 3                  | 1                  | 6                  |                    |                    | 2                  |                    | 1                  | 1                  |                    |                    |                    |                    |                    |                    |
| 2004      | 9                  | 6                  | 3                  |                    |                    | 1                  | 1                  | 1                  | 4                  |                    |                    | 2                  |                    |                    |                    |                    |                    |                    |                    |                    |                    |
| 2008      | 11                 | 6                  | 5                  | 1                  |                    | 1                  | 2                  | 1                  | 3                  | 1                  |                    | 2                  |                    |                    |                    |                    |                    |                    | 1                  | 1                  | 80                 |
| 2012      | 11                 | 4                  | 7                  |                    | 2                  |                    | 2                  |                    | 2                  | 1                  |                    | 2                  |                    | 1                  |                    | 1                  |                    |                    |                    |                    |                    |
| 2016      | 11                 | 5                  | 6                  | 1                  |                    |                    | 2                  | 1                  | 3                  |                    |                    | 2                  |                    | 1                  |                    | 1                  |                    |                    |                    |                    |                    |
| 2020      | 8                  | 6                  | 2                  | 1                  |                    |                    | 2                  | 1                  | 1                  |                    |                    | 2                  |                    | 1                  |                    |                    |                    |                    |                    |                    |                    |
| 2024      | 13                 | 7                  | 6                  | 2                  |                    |                    |                    |                    | 2                  | 3                  |                    | 2                  | 2                  | 1                  |                    | 1                  |                    |                    |                    |                    |                    |
| Gesamt    | Gesamt             | Gesamt             | Gesamt             | Gesamt             | Gesamt             | Gesamt             | Gesamt             | Gesamt             | Gesamt             | Gesamt             | Gesamt             | Gesamt             | Gesamt             | Gesamt             | Gesamt             | Gesamt             | 0                  | 0                  | 1                  | 1                  |                    |

### Winterspiele
| Jahr      | Athleten           | Athleten           | Athleten           | Sportarten         | Medaillen          | Medaillen          | Medaillen          | Medaillen          | Rang |
| Jahr      | Gesamt             |                    |                    | Sportarten         |                    |                    |                    | Medaillen – Gesamt | Rang |
| --------- | ------------------ | ------------------ | ------------------ | ------------------ | ------------------ | ------------------ | ------------------ | ------------------ | ---- |
| 1924–2022 | nicht teilgenommen | nicht teilgenommen | nicht teilgenommen | nicht teilgenommen | nicht teilgenommen | nicht teilgenommen | nicht teilgenommen | nicht teilgenommen |      |
| Gesamt    | Gesamt             | Gesamt             | Gesamt             | Gesamt             | 0                  | 0                  | 0                  | 0                  |      |

## Medaillengewinner

### Goldmedaillen
Bislang (Stand August 2024) keine Medaillengewinner

### Silbermedaillen
Bislang (Stand August 2024) keine Medaillengewinner

### Bronzemedaillen
| Name        | Spiele      | Sportart | Disziplin     |
| ----------- | ----------- | -------- | ------------- |
| Bruno Julie | 2008 Peking | Boxen    | Bantamgewicht |

## Medaillen nach Sportart
| Sportart | Gold | Silber | Bronze | Gesamt |
| Boxen    | 0    | 0      | 1      | 1      |
| Gesamt   | 0    | 0      | 1      | 1      |